# Junri Namigata
Junri Namigata (jap. 波形 純理, Namigata Junri; * 5. Juli 1982 in Koshigaya) ist eine japanische Tennisspielerin.

## Karriere
Namigata debütierte 2001 bei den Pan Pacific Open in Tokio auf der WTA Tour, nachdem sie von den Veranstaltern eine Wildcard für die Qualifikation erhalten hatte. Dort schied sie jedoch in der ersten Runde aus. Anschließend schrieb sie sich an der Waseda-Universität ein und gewann 2001 den Doppeltitel bei den nationalen Collagemeisterschaften sowie 2004 die Einzelkonkurrenz. Nach ihrem erfolgreichen Abschluss entschloss sie sich 2005 für eine Laufbahn als Tennisprofi. Nebenbei spielt sie auch für das Livic-Team des Unternehmens Kita-Nihon Bussan (北日本物産).
2006 gelang Namigata ebenfalls in Tokio erstmals der Einzug in das Hauptfeld eines WTA-Turniers, bei dem sie nach einem Auftaktsieg gegen Catalina Castaño auf Anhieb bis ins Viertelfinale vorstieß, in dem sie sich erst Marion Bartoli geschlagen geben musste. Im Jahr darauf startete sie erstmals in der Qualifikation aller vier Grand-Slam-Turniere und gewann auf der ITF Women’s World Tennis Tour ihren ersten Profititel bei einem Turnier der $25.000-Kategorie. Gemeinsam mit ihrer Landsfrau Ayumi Morita gelang ihr beim WTA-Turnier in Bangkok der bislang größte Erfolg ihrer Karriere, als sie dort in das Endspiel gegen die Chinesinnen Sun Tiantian und Yan Zi vorrückten. Zum Finale konnten sie jedoch nicht antreten. 2008 stand Namigata, erneut mit Morita zusammen, in Wimbledon erstmals im Hauptfeld eines Grand-Slam-Turniers, scheiterte dort aber bereits in Runde eins. 2010 errang sie dann in Fukuoka ihren ersten ITF-Titel der $50.000-Kategorie, auf den in Peking ein weiterer der $75.000-Kategorie folgte. Die Saison beendete Namigata nach einem weiteren Finaleinzug in Toyota zum Jahresabschluss erstmals unter den besten 150 der Weltrangliste. Bei den Australian Open 2011 stand sie aufgrund einiger Absagen besser platzierter Spielerinnen in ihrem ersten Grand-Slam-Hauptfeld im Einzel, jedoch verlor sie in der ersten Runde gegen Rebecca Marino in drei Sätzen. Im Februar desselben Jahres erzielte Namigata mit Rang 105 ihre höchste Weltranglistenposition. Da es ihr nicht gelang, auf der WTA Tour Fuß zu fassen, trat sie nach einem Abstieg im Ranking im Laufe des Jahres wieder vor allem auf der ITF Tour an und war fortan nur noch sporadisch in den Qualifikationsfeldern asiatischer WTA-Turniere zu sehen. Insgesamt konnte sie bislang sieben Einzel- und 25 Doppeltitel bei ITF-Turnieren verbuchen. 2014 gewann sie bei einem Turnier der WTA Challenger Series in Nanchang im Doppel mit Chuang Chia-jung ihren bislang größten Titel.
Im Jahr 2011 hat Namigata fünf Partien, davon drei Einzel, für die japanische Fed-Cup-Mannschaft bestritten, die sie allesamt gewinnen konnte.

## Turniersiege

### Einzel
| Nr. | Datum             | Turnier  | Kategorie   | Belag     | Finalgegnerin    | Ergebnis       |
| --- | ----------------- | -------- | ----------- | --------- | ---------------- | -------------- |
| 1.  | 15. Juli 2007     | Miyazaki | ITF $25.000 | Teppich   | Shuai Zhang      | 6:4, 6:2       |
| 2.  | 31. Mai 2009      | Gunma    | ITF $25.000 | Teppich   | Wen-hsin Hsu     | 6:1, 6:1       |
| 3.  | 19. Juli 2009     | Miyazaki | ITF $10.000 | Teppich   | Shiho Akita      | 7:66, 6:2      |
| 4.  | 9. Mai 2010       | Fukuoka  | ITF $50.000 | Rasen     | Nikola Hofmanova | 6:1, 6:2       |
| 5.  | 8. August 2010    | Peking   | ITF $75.000 | Hartplatz | Shuai Zhang      | 7:63, 6:2      |
| 6.  | 31. August 2014   | Tsukuba  | ITF $25.000 | Hartplatz | Kai-chen Chang   | 6:0, 7:63      |
| 7.  | 1. September 2019 | Nanao    | ITF W25     | Teppich   | Ayano Shimizu    | 7:65, 4:6, 6:2 |

### Doppel
| Nr. | Datum              | Turnier    | Kategorie      | Belag           | Partnerin           | Finalgegnerinnen                            | Ergebnis          |
| --- | ------------------ | ---------- | -------------- | --------------- | ------------------- | ------------------------------------------- | ----------------- |
| 1.  | 31. Oktober 2004   | Tokio      | ITF $10.000    | Hartplatz       | Kumiko Iijima       | Maki Arai Akiko Yonemura                    | 6:3, 6:1          |
| 2.  | 17. Juli 2005      | Hamilton   | ITF $25.000    | Sand            | Kumiko Iijima       | Lauren Barnikow Lauren Breadmore            | 6:74, 6:2, 6:2    |
| 3.  | 28. Mai 2006       | Nagano     | ITF $25.000    | Teppich         | Kumiko Iijima       | Remi Tezuka Tomoko Yonemura                 | 6:3, 7:63         |
| 4.  | 6. August 2006     | Tokachi    | ITF $25.000    | Teppich         | Kumiko Iijima       | Shiho Hisamatsu Remi Tezuka                 | 7:5, 6:4          |
| 5.  | 24. September 2006 | Ibaraki    | ITF $25.000    | Hartplatz       | Kumiko Iijima       | Natsumi Hamamura Ayaka Maekawa              | 6:74, 6:3, 6:2    |
| 6.  | 7. Juli 2007       | Nagoya     | ITF $25.000    | Hartplatz       | Akiko Yonemura      | Chang Kyung-mi Kim Jin-hee                  | 6:2, 3:6, 6:4     |
| 7.  | 4. August 2007     | Obihiro    | ITF $25.000    | Teppich         | Kumiko Iijima       | Ayumi Morita Akiko Yonemura                 | 7:63, 6:0         |
| 8.  | 15. September 2007 | Tokio      | ITF $50.000    | Hartplatz       | Rika Fujiwara       | Kumiko Iijima Akiko Yonemura                | 3:6, 7:64, [10:5] |
| 9.  | 18. Oktober 2008   | Makinohara | ITF $25.000    | Teppich         | Natsumi Hamamura    | Chae Kyung-yee Han Xinyun                   | 7:5, 7:64         |
| 10. | 23. Mai 2009       | Nagano     | ITF $25.000    | Teppich         | Akiko Yonemura      | Tomoyo Takagishi Varatchaya Wongteanchai    | 6:1, 6:4          |
| 11. | 1. April 2012      | Bundaberg  | ITF $25.000    | Sand            | Shūko Aoyama        | Sacha Jones Sally Peers                     | 6:1, 7:5          |
| 12. | 8. Juli 2012       | Middelburg | ITF $25.000    | Sand            | Yurika Sema         | Bernice van de Velde Angelique van der Meet | 6:3, 6:1          |
| 13. | 11. Mai 2013       | Fukuoka    | ITF $50.000    | Rasen           | Erika Sema          | Rika Fujiwara Akiko Omae                    | 7:5, 3:6, [10:7]  |
| 14. | 26. Oktober 2013   | Hamamatsu  | ITF $25.000    | Rasen           | Shūko Aoyama        | Belinda Bencic Sopia Schapatawa             | 6:4, 6:3          |
| 15. | 29. März 2014      | Nishi-Tama | ITF $10.000    | Hartplatz       | Akiko Yonemura      | Choi Ji-hee Akari Inoue                     | 6:2, 6:4          |
| 16. | 24. Mai 2014       | Karuizawa  | ITF $25.000    | Rasen           | Akiko Yonemura      | Kanae Hisami Chiaki Okadaue                 | 6:2, 7:5          |
| 17. | 31. Mai 2014       | Changwon   | ITF $25.000    | Hartplatz       | Chuang Chia-jung    | Kim So-jung Lee Ye-ra                       | 7:65, 6:0         |
| 18. | 26. Juli 2014      | Nanchang   | WTA Challenger | Hartplatz       | Chuang Chia-jung    | Chan Chin-wei Xu Yifan                      | 7:64, 6:3         |
| 19. | 13. Februar 2015   | Launceston | ITF $50.000    | Hartplatz       | Han Xinyun          | Wang Yafan Yang Zhaoxuan                    | 6:4, 3:6, [10:6]  |
| 20. | 17. Februar 2017   | Perth      | ITF $25.000    | Hartplatz       | Riko Sawayanagi     | Irina Bara Prarthana Thombare               | 7:65, 4:6, [11:9] |
| 21. | 24. Februar 2017   | Perth      | ITF $25.000    | Hartplatz       | Riko Sawayanagi     | Tammi Patterson Olivia Rogowska             | 4:6, 7:5, [10:6]  |
| 22. | 14. Mai 2017       | Fukuoka    | ITF $60.000    | Teppich         | Kotomi Takahata     | Erina Hayashi Robu Kajitani                 | 6:0, 6:73, [10:7] |
| 23. | 18. November 2017  | Toyota     | ITF $60.000    | Teppich (Halle) | Xenija Lykina       | Nicha Lertpitaksinchai Peangtarn Plipuech   | 3:6, 6:3, [10:4]  |
| 24. | 2. Juni 2019       | Hongkong   | ITF W25        | Hartplatz       | Abigail Tere-Apisah | Erina Hayashi Momoko Kobori                 | 6:3, 2:6, [10:6]  |
| 25. | 22. Juni 2019      | Jakarta    | ITF W25        | Hartplatz       | Haruka Kaji         | Beatrice Gumulya Jessy Rompies              | 6:2, 4:6, [10:7]  |
| 26. | 27. Juli 2019      | Granby     | ITF W80        | Hartplatz       | Haruka Kaji         | Quinn Gleason Ingrid Neel                   | 7:65, 5:7, [10:8] |

## Abschneiden bei Grand-Slam-Turnieren

### Einzel
| Turnier         | 2006 | 2007 | 2008 | 2009 | 2010 | 2011 | 2012 | 2013 | 2014 | 2015 | 2016 | 2017 | 2018 | Karriere |
| --------------- | ---- | ---- | ---- | ---- | ---- | ---- | ---- | ---- | ---- | ---- | ---- | ---- | ---- | -------- |
| Australian Open | —    | Q1   | Q2   | —    | Q1   | 1    | —    | Q1   | —    | Q2   | —    | —    | Q1   | 1        |
| French Open     | —    | Q1   | Q1   | —    | Q2   | 1    | —    | —    | —    | Q1   | —    | —    | Q1   | 1        |
| Wimbledon       | —    | Q1   | Q2   | —    | Q3   | Q3   | Q1   | —    | —    | Q1   | —    | —    | Q1   | —        |
| US Open         | Q3   | Q2   | Q1   | Q1   | Q3   | Q1   | Q1   | Q1   | —    | Q1   | —    | Q2   | Q1   | —        |

Zeichenerklärung: S = Turniersieg; F, HF, VF, AF = Einzug ins Finale / Halbfinale / Viertelfinale / Achtelfinale; 1, 2, 3 = Ausscheiden in der 1. / 2. / 3. Hauptrunde; Q1, Q2, Q3 = Ausscheiden in der 1. / 2. / 3. Runde der Qualifikation; n. a. = nicht ausgetragen